# Soybean Car

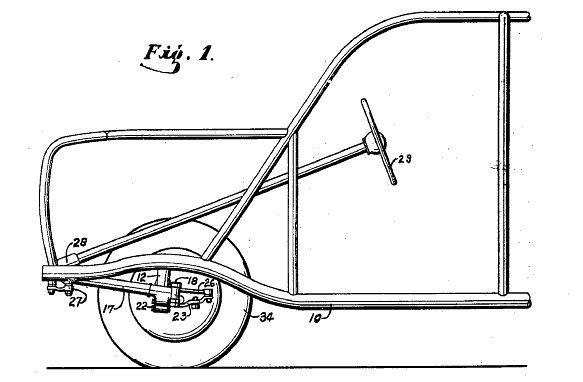
Karosseriezeichnung des Soybean Car (1942), ohne Plastikteile

Das Soybean Car (deutsch Sojabohnen-Auto) war ein Fahrzeug, das der US-amerikanische Automobilhersteller Henry Ford 1941 der Öffentlichkeit vorstellte und bei dem zur Gewichtsreduktion zahlreiche Karosseriekomponenten aus pflanzlichen Werkstoffen bestanden.

## Konzept
14 sojafaserverstärkte Karosserieflächen auf dem konventionellen Rahmen führten zu einer Gewichtsreduktion von 1,4 auf 0,9 Tonnen. Über die genaue Zusammensetzung existieren keine Unterlagen mehr. Auch das Fahrzeug selbst ist nicht erhalten.
In einer Ausgabe des 'Popular Mechanics' von 1941 wird eine Zusammensetzung aus Flachs, Weizen, Hanf und Holzmasse angegeben. Der am Bau beteiligte Lowell E. Overly sagte allerdings, an pflanzlichen Bestandteilen seien nur Sojabohnenfasern in einem Phenolharz mit Formaldehyd zur Imprägnierung verwendet worden. Auf nachwachsende Rohstoffe wurde wegen der damaligen Knappheit an Metall zurückgegriffen. Mit Ausbruch des Zweiten Weltkrieges wurde die Autoproduktion eingestellt und damit auch das Plastikautoexperiment. Nach dem Krieg fiel das Projekt bei den Wiederaufbaumaßnahmen unter den Tisch. Die Idee lebt als bio-basierter Kunststoff bzw. in der Nutzung der Faserverbundwerkstoff weiter.

## Bezeichnung „Hanfauto“
Die Angaben waren widersprüchlich. Dem Buch Offbeat marijuana des US-Journalisten Saul Rubin gemäß sollte das Modell von 1941 mit aus Hanf gewonnenem Treibstoff angetrieben worden sein und das Auto selbst aus einer Kombination von Hanf und Soja bestanden haben. Dem Magazin Hightower Lowdown des für die Legalisierung des Hanfanbaus in den USA eintretenden Aktivisten Jim Hightower zufolge war die Karosserie aus einer Zellulosemasse aus Hanf und Sisal gefertigt. Außerdem habe Ford Autos hergestellt, die mit einem aus Hanf gewonnenen Alkohol angetrieben wurden.

## Filmaufnahmen
Ein im Internet kursierender Filmbericht von 1941 über das Auto, das im Vorspann als plastic hemp car bezeichnet wird, enthält Bilder von Henry Ford, der mit einem Hammer auf eine Kofferraumklappe schlägt. Dabei handelt es sich nicht um das Soybean Car, sondern um Fords eigenen Wagen mit einer aus dem Plastikmaterial hergestellten Klappe. Als Sprecher wird im Vorspann Jack Thompson angegeben; der Vorspann stammt nicht aus der Entstehungszeit der Filmaufnahmen. Thompson war auch ein Sprecher der Fernsehdokumentation The Magic Weed von Martin Baker (La Sept/arte – Theopresse, 1995) über die Geschichte des Hanfes.
Im Internet kursiert ferner eine kürzere Version dieses Videos in einem für 1941 zeitgenössisch wirkenden Tonklang. Sie enthält den modernen Vorspann und den Hinweis auf Thompson nicht.